# 米拉·安德烈耶娃
米拉·亚历山德罗芙娜·安德烈耶娃（羅馬化：Mirra Aleksandrovna Andreeva；2007年4月29日—），俄罗斯籍网球运动员，单打最高世界排名为第6位。职业生涯至今赢得了3座WTA巡回赛冠军，包括2座WTA1000巡回赛冠軍。
2023年5月29日，安德烈耶娃在ITF青少年排名中登顶世界第一，她拥有6座ITF青少年巡回赛单打冠军。同年获得了WTA最佳新人球员奖。2024年巴黎奥运会，安德烈耶娃搭档黛安娜·施奈德获得了网球项目的女子双打银牌。同年的2024年雅西网球公开赛，她获得了生涯首座WTA巡回赛冠军。
2025年迪拜网球锦标赛中，17岁的安德烈耶娃晋级路上连克万卓索娃，斯瓦泰克，莱巴金娜，决赛中击败陶森夺冠，成为了网球史上最年轻的WTA1000巡回赛冠军，排名首次进入世界前十。

## 个人生活与背景
安德烈耶娃出生于俄罗斯克拉斯诺亚尔斯克，6岁开始打网球，后来与同为网球运动员的姐姐埃丽卡·安德烈耶娃一起搬到索契，然后前往法国戛纳，在教练让-雷内·利斯纳尔和让-克里斯托夫·福雷尔的指导下开展训练。
安德烈耶娃最喜欢的场地是红土，她目前的教练是孔奇塔·马丁内斯。

## 职业生涯

### 2022-2025：天才少年初露锋芒，17岁夺冠创造历史
安德烈耶娃首次参加WTA巡回赛是2022年莫纳斯蒂尔茉莉公开赛，她收获了一张外卡。
在2023年澳大利亚网球公开赛上，安德烈耶娃搭档阿林娜·科尔涅耶娃一起进入了青少年女子双打的半决赛，在女子单打决赛中三盘输给了科尔涅耶娃获得亚军。在决赛前安德烈耶娃表示：「科尔涅耶娃是我真正的好朋友，我最好的朋友。」。
2024年澳洲网球公开赛，安德烈耶娃闯入16强。
2024年法国网球公开赛，安德烈耶娃在四分之一决赛中6-7，6-4，6-4成功击败当时排名世界第二的名将萨巴伦卡，首次闯入大满贯半决赛。
2024年雅西网球公开赛，安德烈耶娃在决赛中击败叶琳娜·阿瓦涅相，赢得了生涯首座WTA巡回赛单打冠军。
2024年巴黎奥运会，安德烈耶娃搭档黛安娜·施奈德获得了网球项目的女子双打银牌。
2024年宁波网球公开赛中，安德烈耶娃击败穆霍娃，职业生涯首次闯入巡回赛决赛，但在决赛中0-6，6-4，4-6负于卡萨金娜，获得亚军。

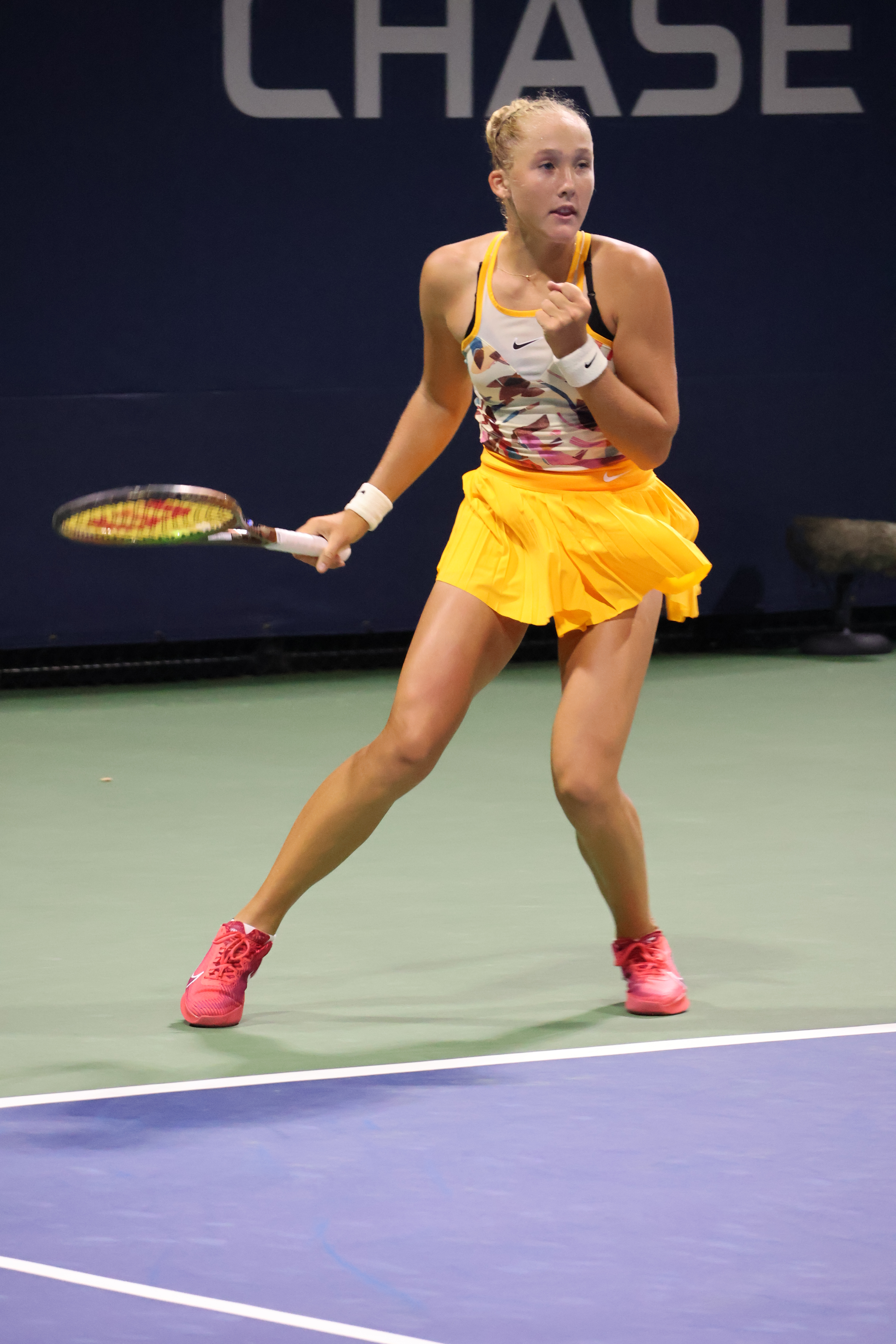
2023年美国网球公开赛中的安德烈耶娃

2025年布里斯班网球国际赛，安德烈耶娃搭档黛安娜·施奈德在决赛中击败卡林斯卡娅和韩天遇的组合，夺得了她的首座WTA巡回赛双打冠军。
2025年迪拜网球锦标赛中，17岁的安德烈耶娃晋级路上连续击败三位大满贯得主：万卓索娃，斯瓦泰克，莱巴金娜，并在决赛中击败陶森夺冠，成为了史上最年轻的WTA1000巡回赛冠军，排名首次进入世界前十，位列第九，也是此时世界排名最高的俄罗斯女子网球运动员。
2025年印第安韦尔斯网球公开赛中，安德烈耶娃半决赛击败世界第二斯维亚特克，决赛中击败世界第一萨巴伦卡，夺得生涯第二座WTA1000巡回赛冠军。

## 巡回赛战绩

### WTA巡回赛

#### 单打冠军
1000级别巡回赛：2025年迪拜网球锦标赛｜决赛对手：克拉拉·陶森
250级别巡回赛：2024年雅西网球公开赛｜决赛对手：叶林娜·阿瓦涅相

#### 双打冠军
500级别巡回赛：2025年布里斯班网球国际赛｜搭档黛安娜·施奈德，决赛对手：卡林斯卡娅、韩天遇

### ITF巡回赛

#### 单打: 5 (4-1)
| 图例                |
| ------------------- |
| $100,000巡回赛      |
| $60,000巡回赛 (1–0) |
| $25,000巡回赛 (1–0) |
| $15,000巡回赛 (2–1) |

| 按场地类型 |
| ---------- |
| 硬地 (2–1) |
| 泥地 (2–0) |
| 草地 (0–0) |
| 地毯 (0–0) |

| 结果 | 胜-负 | 日期     | 巡回赛                   | 级别   | 场地 | 对手                 | 比分               |
| ---- | ----- | -------- | ------------------------ | ------ | ---- | -------------------- | ------------------ |
| 负   | 0–1   | Feb 2022 | ITF 沙姆沙伊赫, 埃及     | 15,000 | 硬地 | 王康怡               | 4–6, 1–6           |
| 胜   | 1–1   | Apr 2022 | ITF 安塔利亚, 土耳其     | 15,000 | 泥地 | Martina Colmegna     | 6–7(6–8), 6–0, 6–2 |
| 胜   | 2–1   | Apr 2022 | ITF 安塔利亚, 土耳其     | 15,000 | 泥地 | Silvia Ambrosio      | 7–5, 6–2           |
| 胜   | 3–1   | Jul 2022 | ITF 埃莱斯皮纳尔, 西班牙 | 25,000 | 硬地 | Eva Guerrero Álvarez | 6–4, 6–2           |
| 胜   | 4–1   | Nov 2022 | 梅塔尔公开赛, 以色列     | 60,000 | 硬地 | 瑞贝卡·皮特森        | 6–1, 6–4           |

## 青少年大满贯决赛

### 单打：1（亚军）
| 结果 | 日期      | 巡回赛             | 场地 | 对手              | 比分               |
| ---- | --------- | ------------------ | ---- | ----------------- | ------------------ |
| 负   | 2023年1月 | 澳大利亚网球公开赛 | 硬地 | 阿林娜·科尔涅耶娃 | 7-6(7-2), 4-6, 5-7 |